# Patricia Moller
Patricia Newton Moller, née en 1944, est une banquière d'affaires à la retraite et diplomate américaine devenue consultante en affaires.

## Biographie

### Études
Patricia Moller a obtenu un diplôme de premier cycle en histoire de l'université de Tampa.

### Parcours professionnel

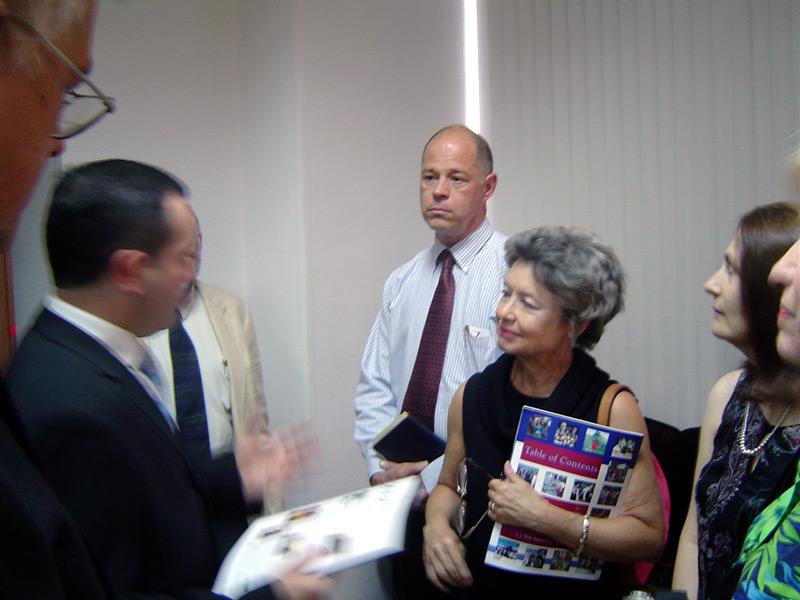
Le chef de mission adjoint, Patricia Moller, discute des projets potentiels de villes sœurs avec le maire Chiaberashvili (2005).

Son entreprise, Moller Global Advisory LLC, aide les entreprises qui souhaitent faire des affaires dans les pays en développement. Moller a travaillé comme banquier d'affaires chez Smith Barney Harris Upham avant de travailler pour le département d'État,.

### Carrière diplomatique
Moller a été ambassadeur extraordinaire et plénipotentiaire en Guinée du 26 mars 2010 au 12 septembre 2012. Elle a été ambassadrice au Burundi du 4 mars 2006 en juin 2009. Elle a également été chef de mission adjointe (DCM) en Géorgie,.